# Castell de Biure (Biure de Gaià)
El Castell de Biure és una obra del poble de Biure de Gaià, al municipi de les Piles declarada bé cultural d'interès nacional. Es troba documentat ja l'any 1072 quan Oliver Bernat, fill de Bernat Senfred de Gurb esdevingué castlà dels castells de Biure, Les Piles i Montclar.
El castell termenat està documentat el 1151. Aquest any va ser quan Guillem Aguiló donà a l'orde dels Hospitalers els delmes del castell, atorgant-los altres drets un any més tard. El 1193 s'hi establí una casa de l'orde. L'any 1241, Guillem d'Aguiló fill, empenyora el castell i el lloc als Hospitalers, que hi havien anat agafant força pels vincles que tenien amb la família Aguiló. Definitivament el 1266 ven el castell a l'orde.
Els Hospitalers, van anar augmentant el seu domini adquirint més patrimoni, béns i drets, fins a fundar-hi un priorat al segle xiv i es perllonga fins al segle xviii. Amb el pas dels anys, el castell va anar a parar a mans dels vescomtes de Bell-lloc, que a començament del segle XX en van fer una remodelació total, convertint-lo en el castell-palau actual.
Avui és una residència privada i no es permet de visitar-ne l'interior.

## Descripció
Sobre una antiga fortalesa rectangular, es va construir modernament un fantasiós castell amb torres rodones d'angles emmerletades i grans finestrals neogòtics. L'anomenat castell de Conesa fou aixecat l'any 1569 amb utilització de carreus del castell de Biure. El castell de Biure és des de principis del segle XX una recreació fantasiosa manada aixecar pels vescomtes de Bell-lloc en el mateix emplaçament on es trobava el primitiu castell. Les torres postisses de les cantonades, els merlets, els finestrals neogòtics, balconades, finestres i portalades són invenció pròpia de l'època en què foren construïts. Tot i que aquesta obra anul·là per complet l'antiga fortificació, s'ha conservat per complet el perímetre de muralla superior i el sistema d'accés fortificat. El turó del castell és vorejat per un mur que a manera de talús folra el desnivell d'alçada entre el pla superior i el peu del turó. Aquest mur, rebaixat modernament, correspon a l'antiga muralla que defensava el castell.

## Història
Igual que les Piles, el castell de Biure forma part, en el seu inici, del castell de Montclar. Es coneix el lloc com a Benviure i s'organitza al llarg del segle xi. Bernat Sendred de Gurb l'any 1033 compra a Arnau Odó el terme de Montclar. L'any 1057, Oliver Bernat, fill cavaller de Bernat Sendred, dona, junt amb la seva muller, els castells de Montclar i Benviure a Ramon Arnau, meitat en alou i meitat en feu. Tenen com a obligacions construir una torre i altres edificis en set anys, i en el termini de catorze han de fer un soler de pedra i calç i una altra terra dins del terme de Benviure. El castell seguirà relacionat amb Montclar en els primers temps. Oliver Bernat ven l'any 1072 els castells de Montclar, Biure i les Piles al comte Ramon Berenguer I i, al seu torn, l'esmentat comte els encomana al mateix Oliver.
A finals de segle, però, els trobem relacionats amb el llinatge dels Cervelló, que són presents a la documentació fins a mitjan segle xii. El llinatge homònim del lloc, com en altres indrets, el trobem documentat a partir de la segona meitat del segle xii. Bernat de Benviure i la seva muller Dolça donen a la casa dels hospitalers de Cervera la meitat del delme que tenen a Biure (1181), L'any 1184, Arnau de Biure, fill i hereu de Jofre de Biure i net d'Oliver Bernat, jura homenatge al rei pel lloc de Biure. l'orde dels Hospitalers té com a principal benefactor dins del terme el llinatge dels Aguiló, emergent en aquesta època.
Les donacions s'inicien l'any 1151 amb Guillem d'Aguiló, el qual fa donació dels delmes que li pertoquen dins del terme del castell. Un any més tard, junt amb la seva muller Maalt, concedeix drets sobre el pa, el vi i la carn, entre d'altres. Maalt, ja vídua l'any 1172, junt amb els seus fills, professa a l'orde de l'Hospital, i d'aquesta manera els hospitalers estableixen una casa al castell de Biure.
L'any 1241 el castell i la vila de Biure foren empenyorats per Guillem d'Aguiló a l'Ordre de l'Hospital, que l'adquirí definitivament el 1245. A partir d'aquest moment, Biure, amb 20 focs es convertí en el prior de l'Orde de Sant Joan de l'Hospital de Jerusalem. Els hospitalers completen la possessió del lloc, primer l'any 1277 amb la compra de Galcerà de Puigvert i la seva muller Elisenda de tots els drets que tenen al castell (que els pervenen per l'esponsalici d'Elisenda de la família Cervera, i finalment l'any 1380 quan el gran prior de Catalunya fra Guillem de Guimerà compra a l'infant Joan la jurisdicció civil i criminal.
El cens de les Corts de Cervera (1379) documenta a 18 famílies. El domini hospitaler es perllonga fins al segle xviii. A mitjan segle xix Biure forma ajuntament amb les Piles i comptabilitzen uns cinc-cents veïns.